# Фроляк, Елена Юрьевна
Елена Юрьевна Фроляк (род. 19 апреля 1968, Казахская Советская Социалистическая Республика) — украинская журналистка, телеведущая, руководитель информационной службы телеканала ICTV. В 2003 году получила государственную награду Заслуженный журналист Украины.

## Биография
Елена Фроляк родилась 19 апреля 1968 года в Казахстане. В возрасте 6 лет её семья переехала на родину отца, город Косов в Ивано-Франковской области.
В детстве Елена Фроляк училась в музыкальной школе и увлекалась журналистикой, писала статьи для школьной газеты «Радянська Гуцульщина».

## Карьера
После школы Фроляк поступила на факультет журналистики Киевского национального университета имени Тараса Шевченко.
Елена Фроляк начала карьеру на местном телевидении в Ивано-Франковске, где проработала три года. После переехала в Киев и начала работать на телеканале «УТ-2» в программе «Вікна», а затем перешла на «СТБ».
В 2000 году Елена стала ведущей на канале ICTV, где представляла программы «Факты» и «Хорошие новости». С 2008 года она возглавляет информационную службу канала.
В 2016 году Фроляк заняла 80-е место в рейтинге самых влиятельных женщин Украины по версии журнала Focus.
В 2019 году была одним из модераторов на президентских дебатах, которые проходили на с"стадионе «Олимпийский».
В 2021 году Фроляк подписала меморандум о сотрудничестве с Сетью Глобального договора ООН в Украине. Она стала первым амбассадором экологического направления.

## Личная жизнь
Елена Фроляк замужем за главным оператором ICTV Сергеем Соловьёвым. Пара воспитывет дочь Наталью и сына Антона.
В июне 2024 года Фроляк заявила, что её муж и сын готовы пойти на фронт, если им придут повестки.
Елена Фроляк любит активный отдых, предпочитая плавание и велосипед.

## Награды и звания
- 2002 — Телетриумф в номинации «Лучшая ведущая года»[2]
- 2003 — Заслуженный журналист Украины[2]
- 2007 — Телетриумф в номинации «Лучшая ведущая года»[2]
- 2011 — Телетриумф в номинации «Лучшая ведущая года»[2]
- 2012 — Телетриумф в номинации «Лучшая ведущая года»[2]
- 2009 — Орден княгини Ольги III степени[2][2][8]